# Herb Murcji

Herb Murcji

Herb regionu Murcja przedstawia na tarczy obrzeżonej w złoto w polu ciemnoczerwonym (karmazynowym) u narożnika cztery zamki złote(2,2) u podstawy siedem złotych  koron (1,3,2,1).Nad tarczą korona królewska.
Zamki upamiętniają fakt, że Murcja należała wcześniej do Kastylii. Siedem koron symbolizuje siedem prowincji Murcji.
Herb pierwotnie przyjęty był w 1979 roku, obecny wzór po zmianach, od 15 lipca 1998 roku. 